# Ponte do Rei Fahd
A Ponte do Rei Fahd ou Causeway do Rei Fahd (em  árabe جسر الملك فهد) é um sistema de pontes e causeways (viadutos) sobre o golfo Pérsico, com um comprimento de cerca de 25 km, ligando Cobar, na Arábia Saudita, ao arquipélago do Barém. É portajado para veículos ligeiros com 20 riais sauditas.

## História
Em 8 de julho de 1981 foi assinado o acordo para o início da construção desta infraestrutura.
O seu custo viria a atingir 1,2 bilhões de dólares, que foram suportados pelo estado Saudita.

## Construção
Os trabalhos iniciaram-se a 11 de novembro de 1982 com a presença do rei Fahad da Arábia Saudita e do xeque Isa bin Salman al-Khalifa do Barém.
Desta estrutura fazem parte cinco pontes, apelidadas Ponte I a Ponte V, com, respetivamente, 5194 m, 3334 m, 2034 m, 934 m e 934 m e vários viadutos no comprimento total de 12 430 metros.
Na construção, que durou quatro anos, foram usados 350 000 m³ de betão e 147 000 toneladas de aço reforçado.
A estrada, com uma largura de 25 metros e com quatro vias foi inaugurada a 25 de novembro de 1986.

## Números do trânsito
Em 2001 o tráfego da via atingiu os 2,7 milhões de viaturas, transportando um total de mais de 10 milhões de passageiros.